# Maxence Barouh
Pour les articles homonymes, voir Barouh.
Maxence Barouh, né le 7 septembre 1995, est un kayakiste français. 

## Palmarès

### Championnats du monde
- Championnats du monde de descente 2022
  -  Médaille d'or en K1 classique par équipe.
  -  Médaille d'argent en K1 classique.
  -  Médaille d'argent en K1 sprint.
  -  Médaille d'argent en K1 sprint par équipe.
- Championnats du monde de descente 2021
  -  Médaille d'argent en K1 par équipe.
  -  Médaille de bronze en K1.
- Championnats du monde de descente 2019
  -  Médaille d'argent en K1 sprint par équipe.
- Championnats du monde de descente 2018
  -  Médaille d'or en K1 classique par équipe.
  -  Médaille d'argent en K1 sprint par équipe.
- Championnats du monde de descente 2016
  -  Médaille d'argent en K1 sprint par équipe.

### Championnats d'Europe
- Championnats d'Europe de descente 2023[2]
  -  Médaille d'or en K1 classique.
  -  Médaille d'argent en K1 sprint.
- Championnats d'Europe de descente 2021
  -  Médaille d'or en K1 classique.
  -  Médaille d'argent en K1 sprint.